# Padru
Padru (sardinsky: Pàdru, Pàtru) je italská obec (comune) v provincii Sassari v regionu Sardinie. Nachází se ve výšce 160 metrů nad mořem a má přibližně 2 100 obyvatel. Rozloha obce je 158,00 km².